# برزو (کراب)
برزو، روستایی است از توابع بخش مرکزی شهرستان سبزوار استان خراسان رضوی ایران.

## جمعیت
این روستا در دهستان کراب قرار داشته و بر اساس سرشماری سال ۱۳۸۵ جمعیت آن ۱۲۷ نفر (۴۷ خانوار)
بوده است.